# Siyang (häradshuvudort i Kina, Guizhou Sheng, lat 27,21, long 108,75)
Siyang (kinesiska: 思旸, 思旸镇) är en häradshuvudort i Kina. Den ligger i provinsen Guizhou, i den sydvästra delen av landet, omkring 220 kilometer öster om provinshuvudstaden Guiyang. Antalet invånare är 38 261. Befolkningen består av 18 626 kvinnor och 19 635 män. Barn under 15 år utgör 23,0 %, vuxna 15-64 år 67 %, och äldre över 65 år 8,0 %.